# 茨維坦·托多洛夫
茨維坦·托多洛夫（法語：Tzvetan Todorov，1939年3月1日—2017年2月7日），法籍保加利亞裔哲學家。他出生於索菲亞，1963年起定居法國，專於著寫文學理論、思想史、文化理論的文章。
主要著作有《符號學研究》(1966）、《什麼是結構主義》(1968）《《十日談》語法》(1969）、《象徵理論》(1977）。

## 作品
- 《文學理論──俄國形式主義的文本》（Théorie de la littérature, textes des formalistes russes, 1967）
- 《文學和意義》（Littérature et Signification, 1967）
- 《《十日談》語法》（Grammaire du "Décaméron", 1969）
- 《幻想文學導論》（Introduction à la littérature fantastique, 1970）
- 《幻想：結構主義視角下的文學流派》（The Fantastic: A Structural Approach to a Literary Genre, 1973）
- 《散文的詩學》（Poétique de la prose,, 1971）
- 《什麼是結構主義》（Qu’est-ce que le structuralisme ? Poétique,1977）
- 《象徵理論》（Théories du symbole,1977）
- 《征服美洲：他者的問題》（La Conquête de l'Amérique : La Question de l'autre,1977）
- 《批評的批評─教育小説》（Critique de la critique: un roman d'apprentissage,1984）
- 《論人類的多樣性》（On human diversity: nationalism, racism, and exoticism in French thought,1989）
- 《失卻家園的人》（L'Homme depayse, 1996）
- 《新的世界之亂：一個歐洲人的思考》（Le Nouveau desordre mondial: Reflexions d'un europeen, 2003）
- 《記憶之傷》（Les abus de la memoire, 2004）
- 《對野蠻人的恐懼：在文明的分裂以外》（La Peur des barbares : au-delà du choc des civilisations, 2008）